# 朴時憲
朴 時憲（パク・シホン、英語: Park Si-Hun、朝鮮語: 박시헌 1965年12月16日 - ）は、韓国・慶尚南道咸安郡出身の元ボクシング選手。
1988年ソウルオリンピックのボクシング競技（ライトミドル級）で金メダルを獲得した。

## アマチュアでの実績
朴は1985年にワールドカップで金メダルを獲得したが、国際大会における初めての優勝であった。1985年のヨーロッパチャンピオン、マイケル・ティム（東ドイツ）と1984年のアメリカチャンピオンケビン・ブライアントを破っている。
1988年のソウルオリンピックでは、ロイ・ジョーンズ・ジュニアを破り金メダルを獲得する。しかし、不可解な判定によって後に大きな問題となった（ソウルオリンピック#ボクシング問題を参照）。
準々決勝・ビンチェンツオ・ナルディエッロ（イタリア）戦では、ナルディエッロは最初の2ラウンドは簡単に勝利したが、3ラウンド目で「大量にウェイトを置いた配点」により朴が勝利を収める結果となった。ナルディエッロは判定に対してその場で猛然と抗議し、リングから引きずり出さねばならない有様だった。
決勝では当時世界最強と謳われたアメリカのロイ・ジョーンズ・ジュニアと対戦した。朴は2度ダウンを奪われ、有効打も86-32と圧倒されたにもかかわらず、3-2の判定で勝利し、金メダルを獲得した。ジョーンズは後に朴自身から謝罪を受けたと証言している。5人の審判のうち、モロッコ、ウガンダ、ウルグアイの3人の審判は韓国選手有利の判定を行ったが、モロッコの審判はこの時の判定についてアメリカ選手が勝つのは確実と思ったため自分が韓国選手に有利な判定をしても4-1でアメリカ選手が勝つだろうと思い開催国に配慮した判定をしたと語った。なお、この時の審判5人はつたない判定を理由にその後2年間の資格停止処分を受け、韓国寄りの判定を行ったウガンダ、ウルグアイの審判は最終的にボクシング界から永久追放処分となった。この対戦のみならず、同時に行われたライトフライ級決勝のマイケル・カルバハル - イヴァイロ・マリノフ戦においても不可解な判定によりカルバハルが敗退したため、国際オリンピック委員会はオリンピックボクシング競技において、新たな採点システムを導入した。

## 引退後
1988年のソウルオリンピック以降、朴はプロ転向することなく現役を引退した。慶南大學校で体育学士を修めた後、昌原市鎮海区の高校の体育教師となった。2001年には韓国のアマチュアボクシングのナショナルチームにおけるアシスタントコーチとして招聘された。
2008年には、AIBAユースワールドカップの韓国代表のコーチになった。現在はボクシング韓国代表の補欠チームのコーチをしている。

## 試合結果
| 1985年・AIBAワールドカップ | 1985年・AIBAワールドカップ | 1985年・AIBAワールドカップ | 1985年・AIBAワールドカップ | 1985年・AIBAワールドカップ |
| Event                      | Round                      | Result                     | Opponent                   | Score                      |
| -------------------------- | -------------------------- | -------------------------- | -------------------------- | -------------------------- |
| ライトミドル級             | 準々決勝                   | 勝利                       | フレディ・サンチェス       | 2RKO                       |
| ライトミドル級             | 準決勝                     | 勝利                       | マイケル・ティム           | 5-0                        |
| ライトミドル級             | 決勝                       | 勝利                       | ケビン・ブライアント       | 4-1                        |

| 1988年ソウルオリンピック | 1988年ソウルオリンピック | 1988年ソウルオリンピック | 1988年ソウルオリンピック       | 1988年ソウルオリンピック |
| Event                    | Round                    | Result                   | Opponent                       | Score                    |
| ------------------------ | ------------------------ | ------------------------ | ------------------------------ | ------------------------ |
| ライトミドル級           | 1回戦                    | 不戦勝                   | 不戦勝                         | 不戦勝                   |
| ライトミドル級           | 2回戦                    | 勝利                     | アブドゥル・ラマダン           | 2RKO                     |
| ライトミドル級           | 3回戦                    | 勝利                     | トールステン・シュミッツ       | 5-0                      |
| ライトミドル級           | 準々決勝                 | 勝利                     | ビンチェンツオ・ナルディエッロ | 3-2                      |
| ライトミドル級           | 準決勝                   | 勝利                     | レイ・ドゥーニー               | 5-0                      |
| ライトミドル級           | 決勝                     | 勝利                     | ロイ・ジョーンズ・ジュニア     | 3-2                      |